# Franciszek Macharski

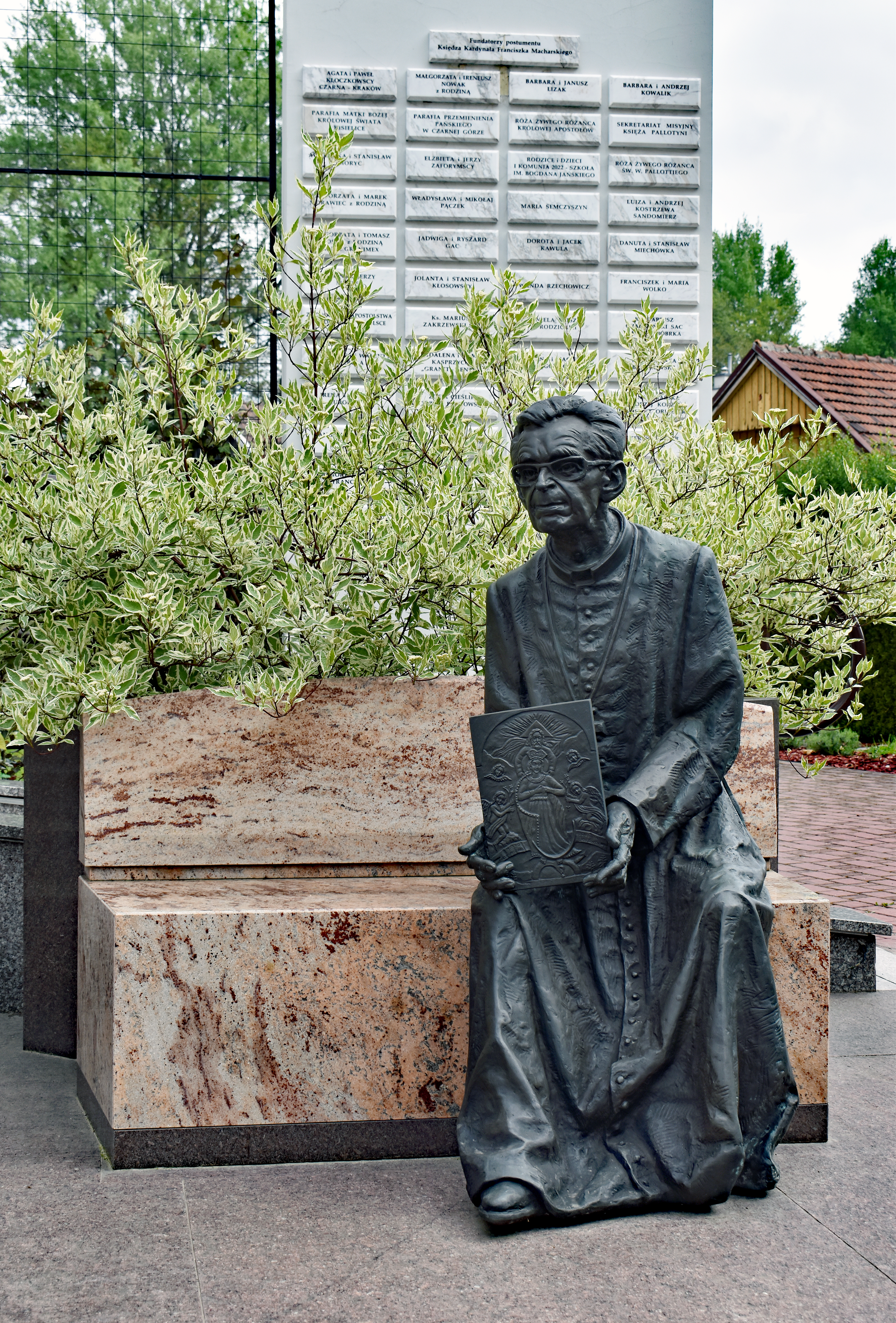
Pomnik-ławeczka Macharskiego przed kościołem Matki Bożej Pocieszenia
Kraków, ul. Bulwarowa 15a

Franciszek Antoni Macharski (ur. 20 maja 1927 w Krakowie, zm. 2 sierpnia 2016 tamże) – polski duchowny rzymskokatolicki, doktor nauk teologicznych, rektor Wyższego Seminarium Duchownego Archidiecezji Krakowskiej w latach 1970–1978, arcybiskup metropolita krakowski w latach 1979–2005, kardynał prezbiter od 1979, zastępca przewodniczącego Konferencji Episkopatu Polski w latach 1979–1994, od 2005 arcybiskup senior archidiecezji krakowskiej.

## Życiorys

### Młodość i wykształcenie
Urodził się 20 maja 1927 w Krakowie. Był spokrewniony przez matkę z kardynałem Albinem Dunajewskim. W 1939 został przyjęty do Państwowego Gimnazjum im. Jana III Sobieskiego w Krakowie. W czasie okupacji pobierał nauki w Szkole Handlowej oraz na tajnych kompletach gimnazjalnych. Ponadto od 1943 do 1945 pracował fizycznie w Generalnej Dyrekcji Monopoli. Maturę zdał po zakończeniu II wojny światowej.
W latach 1945–1950 studiował w Wyższym Seminarium Duchownym Archidiecezji Krakowskiej. Święceń prezbiteratu udzielił mu 2 kwietnia 1950 w bazylice św. Franciszka z Asyżu w Krakowie kardynał Adam Stefan Sapieha, arcybiskup metropolita krakowski. Odbył studia na Wydziale Teologicznym Uniwersytetu Jagiellońskiego. W 1951 uzyskał magisterium.
W związku z odmową współpracy ze Służbą Bezpieczeństwa na początku lat 50. nie wydano mu paszportu. Na dalsze studia do szwajcarskiego Fryburga wyjechał w 1956. Ukończył je w 1961 ze stopniem doktora teologii pastoralnej na podstawie dysertacji Duszpasterstwo we współczesnym Kościele.
Od młodości był związany z dominikanami, został tercjarzem dominikańskim, przyjmując imię Jacek.

### Prezbiter
W latach 1950–1956 pracował jako wikariusz w parafii Świętych Szymona i Judy Tadeusza w Kozach koło Bielska-Białej. W archidiecezji krakowskiej w 1964 był członkiem Komisji ds. Prasy i Publikacji Katolickiej, następnie w latach 1965–1974 członkiem Komisji Liturgicznej, od 1971 do 1973 członkiem Rady Kapłańskiej, a w 1974 członkiem Komitetu Roku Świętego. W latach 1972–1979 pełnił funkcję przewodniczącego Komisji Synodu Archidiecezji Krakowskiej ds. Pastoralno-Socjologicznych. W latach 1977–1978 piastował godność kanonika Krakowskiej Kapituły Metropolitarnej.
W latach 1961–1962 pełnił funkcję ojca duchownego w krakowskim seminarium duchownym. Od 1962 do 1978 był wykładowcą teologii pastoralnej i homiletyki na Papieskim Wydziale Teologicznym w Krakowie oraz w seminariach krakowskim i częstochowskim, które miało swoją siedzibę w Krakowie. W latach 1965–1970 zajmował stanowisko adiunkta teologii pastoralnej w Akademii Teologii Katolickiej w Warszawie. W latach 1970–1978 sprawował urząd rektora krakowskiego seminarium. Czynnie przeciwstawiał się komunistycznej władzy, organizując przemarsze kleryków w centrum miasta. W latach 1963–1965 pełnił funkcję sekretarza generalnego Polskiego Towarzystwa Teologicznego z siedzibą w Krakowie.
W Episkopacie Polski w latach 1966–1978 był sekretarzem Komisji ds. Apostolstwa Świeckich. Ponadto w latach 1970–1978 należał do Komisji ds. Seminariów Duchownych, a w latach 1976–1978 Komisji Iustitia et Pax. W 1975 został członkiem Komisji ds. Duszpasterstwa Ogólnego. W 1971 był audytorem na Synodzie Biskupów w Rzymie.

### Biskup
30 grudnia 1978 papież Jan Paweł II prekonizował go swoim następcą na urzędzie arcybiskupa metropolity krakowskiego. Święcenia biskupie otrzymał 6 stycznia 1979 w bazylice św. Piotra w Rzymie. Udzielił mu ich Jan Paweł II z towarzyszeniem biskupów pomocniczych krakowskich: Juliana Groblickiego i Stanisława Smoleńskiego. W trakcie ceremonii został mu nałożony paliusz metropolitalny. Ingres do katedry na Wawelu odbył 28 stycznia 1979. Jako dewizę biskupią przyjął słowa: „Jesu, in Te confido” (Jezu, ufam Tobie). W 1981 po ustanowieniu Papieskiej Akademii Teologicznej w Krakowie objął urząd wielkiego kanclerza uczelni. W 1981, po zamachu na papieża Jana Pawła II, poparł organizację Białego Marszu w Krakowie, wyrażającego solidarność z ciężko rannym papieżem. Wspierał „Solidarność”, w czasie stanu wojennego w latach 1981–1983 w ramach Arcybiskupiego Komitetu Pomocy Więźniom i Internowanym zabiegał o prawa internowanych i ich rodzin. Po Sierpniu 1980 został współprzewodniczącym reaktywowanej Komisji Wspólnej Rządu i Episkopatu.
W 2005, po śmierci Jana Pawła II, wraz z wiernymi czuwał pod papieskim oknem Pałacu Biskupiego w Krakowie. Przyczynił się do wybudowania bazyliki i rozbudowy sanktuarium Bożego Miłosierdzia w Krakowie-Łagiewnikach oraz powstania Centrum Dialogu i Modlitwy w Oświęcimiu. Reaktywował, a następnie rozbudował archidiecezjalną Caritas. W czasie posługi biskupiej powstawały domy samotnej matki, rodzinne domy dziecka, zakłady opiekuńczo-lecznicze, poradnie psychologiczne i schroniska dla bezdomnych. Wielokrotnie apelował do diecezjan o pomoc dla potrzebujących. Założył katolickie tygodniki: krakowską edycję „Gościa Niedzielnego” i „Źródło”, a także diecezjalne Radio Mariackie (następnie Radio Plus). Przyczynił się do transmitowania w każdy piątek mszy dla chorych na antenie Telewizji Kraków.
W 2002, w związku z ukończeniem 75 lat, zgodnie z przepisami oddał się do dyspozycji papieża, jednakże Jan Paweł II zlecił mu dalsze sprawowanie urzędu arcybiskupa krakowskiego. 3 czerwca 2005 papież Benedykt XVI przyjął jego rezygnację. Do 27 sierpnia 2005 pełnił funkcję administratora archidiecezji. Po ustąpieniu z urzędu zamieszkał w klasztorze sióstr albertynek w Krakowie.
W ramach prac Konferencji Episkopatu Polski w latach 1979–1994 był zastępcą przewodniczącego, w 1981 po śmierci prymasa Stefana Wyszyńskiego pełnił obowiązki przewodniczącego. Należał do Rady Stałej. Pełnił funkcję przewodniczącego Komisji ds. Nauki Katolickiej, Komisji ds. Apostolstwa Świeckich, Zespołu ds. Stypendiów Naukowych i Językowych. Uczestniczył w synodach biskupów polskich, które odbyły się w latach 1980, 1983, 1987 i 1991.
Kreowany kardynałem prezbiterem został na konsystorzu 30 czerwca 1979. Jako kościół tytularny przydzielono mu bazylikę św. Jana w Łacińskiej Bramie. 8 lipca 1979 odbył kardynalski ingres do katedry na Wawelu. Należał do watykańskich kongregacji: ds. Biskupów, ds. Duchowieństwa, ds. Instytutów Życia Konsekrowanego i Stowarzyszeń Życia Apostolskiego oraz ds. Wychowania Katolickiego. Należał również do II sekcji Sekretariatu Stanu, Stałej Rady Kardynałów i Biskupów oraz Sekretariatu dla Niewierzących.
Konsekrował 9 biskupów, a także asystował podczas sakr 19 biskupów. W kwietniu 2005 brał udział w konklawe, na którym wybrano na papieża Benedykta XVI. 20 maja 2007, w dniu ukończenia 80 lat, utracił prawo wyboru papieża w konklawe.
Został członkiem Społecznego Komitetu Odnowy Zabytków Krakowa (SKOZK) i Związku Podhalan w Północnej Ameryce. Należał do grona założycieli Stowarzyszenia Siemacha i otrzymał tytuł honorowego członka tej organizacji.
W 2006 objął funkcję kapelana stanowego Rycerzy Kolumba w Polsce, a w 2009 kapelana Wielkiego Krzyża Kościelnego OSLJ Zakonu św. Łazarza.
Zmarł 2 sierpnia 2016 w Szpitalu Uniwersyteckim w Krakowie, gdzie przebywał od czerwca po odniesieniu obrażeń spowodowanych upadkiem. Na kilka dni przed śmiercią (28 lipca) odwiedził go w szpitalu papież Franciszek, który w tym czasie uczestniczył w odbywających się w Polsce Światowych Dniach Młodzieży. 5 sierpnia 2016 został pochowany w katedrze na Wawelu, w krypcie biskupiej pod konfesją św. Stanisława.

## Odznaczenia, wyróżnienia, upamiętnienie
W 2014 prezydent RP Bronisław Komorowski nadał mu Krzyż Wielki Orderu Odrodzenia Polski. W 2000 otrzymał Wielki Krzyż Zasługi z Gwiazdą Orderu Zasługi Republiki Federalnej Niemiec, a w 2007 Order Oficera Legii Honorowej. W 1993 przyznano mu tytuł baliwa Wielkiego Krzyża Honoru i Dewocji Zakonu Kawalerów Maltańskich.
Przyznano mu tytuł honorowego obywatela: Wieliczki (1995), Świątnik Górnych (1997), Mszany Dolnej (2000), gminy Mszana Dolna (2000), gminy Niedźwiedź (2000), Nowego Targu (2000), Wadowic (2001), Jordanowa (2002), gminy Zabierzów (2002), Chrzanowa (2004), Trzebini (2004), gminy Chełmek (2004), Libiąża (2004). W 2005, jako pierwszy w historii, został uhonorowany Odznaką „Honoris Gratia”, przyznawaną zarządzeniem prezydenta Krakowa, zaś w 2015 Rada Miasta Krakowa odznaczyła go srebrnym medalem Cracoviae Merenti. Ponadto w 2011 otrzymał Złoty Medal Honorowy za Zasługi dla Województwa Małopolskiego.
Nadano mu tytuł doktora honoris causa: Fu Jen Catholic University w Tajpej na Tajwanie (1989), Adamson University w Manili na Filipinach (1989), Akademii Teologii Katolickiej w Warszawie (1992), Papieskiej Akademii Teologicznej w Krakowie (2000), Uniwersytetu Jagiellońskiego (2000) i Katolickiego Uniwersytetu im. Pétera Pázmánya w Budapeszcie na Węgrzech (2002). Został członkiem honorowym Polskiej Akademii Umiejętności.
Ponadto został wyróżniony Medalem św. Brata Alberta (1997), Orderem Uśmiechu (1998), tytułem Małopolanina Roku 2000 przyznanym przez Stowarzyszenie Gmin i Powiatów Małopolski, godnością Wybitnej Osobistości Pracy Organicznej i Złotym Hipolitem (2005), nagrodą „Świadek Historii” przyznaną przez Instytut Pamięci Narodowej (2012), złotą odznaką Zasłużony dla NSZZ „Solidarność” (2015) i orderem Ecce Homo (2015).
W 2016 jego imieniem nazwano Środowiskowy Dom Samopomocy Fundacji im. Brata Alberta w Radwanowicach, a w 2017 most w Krakowie na Wiśle w ciągu trasy S7.
Poświęcone mu tablice pamiątkowe umieszczono w parafiach Najświętszego Serca Pana Jezusa w Nowym Targu, św. Jana Kantego w Jaworznie-Niedzieliskach i w krużgankach klasztoru Augustianów w Krakowie, a przy kościele Matki Bożej Pocieszenia w Krakowie ustawiono ławeczkę z jego figurą.